# Додонов, Валентин Яковлевич
Валентин Яковлевич Додонов (5 июня 1910, с. Таборы, Архангельская губерния, Российская империя — 23 апреля 1972, Калинин, РСФСР, СССР) — советский военачальник, генерал-лейтенант авиации (26.05.1959).

## Биография
Родился 5 июня 1910 года в селе Таборы, ныне деревня Таборы в черте  городского округа Северодвинск, Архангельская область, Россия. Русский.
До службы в армии  работал масленщиком на 24-м государственном хлопкоочистительном заводе в городе Коканд, с января 1926 года — помощником машиниста на катерах Государственного пароходства в городе Самара, с сентября 1927 года — масленщиком и помощником машиниста на Самарской государственной мельнице.

### Военная служба
В августе 1928 года призван в РККА и зачислен в 38-й авиапарк ВВС ПриВО в городе Казань. С ноября — курсант в школе младших авиаспециалистов при 42-м отдельном авиаотряде в городе Казань, затем служил там же мотористом. В ноябре 1929 года направлен на учебу в 8-ю военную школу пилотов в городе Одесса, по окончании которой в декабре 1930 года назначен младшим летчиком в 13-ю истребительную авиаэскадрилью 15-й авиабригады ВВС БВО.
В марте 1932 года направлен на Дальний Восток на должность младшего летчика 75-го отдельного авиаотряда ВВС ОКДВА в город Чита. Член ВКП(б) с 1932 года.  С февраля 1933 года там же был инструктором парашютного дела и врид командира отряда, командиром звена в 51-й истребительной авиаэскадрилье. С июня по декабрь 1936 года проходил переподготовку в школе высшего пилотажа и воздушной стрельбы при 8-й военной школе пилотов, по ее окончании оставлен в ней и служил командиром звена, отряда и эскадрильи.
С декабря 1937 года по август 1938 года находился в правительственной командировке в Китае,  командуя эскадрильей участвовал в боевых действиях, где  совершил 54 боевых вылета, в четырёх воздушных боях  сбил один японский самолет. Указом ПВС СССР от 14 ноября 1938 года награжден орденом Красного Знамени.
По возвращении в СССР в сентябре 1938 года  Додонов был назначен летчиком-испытателем в Научно-испытательный институт ВВС Красной армии. С февраля 1939	года командовал 26-й авиабригадой в составе ВВС 2-й Отдельной Краснознаменной армии. С июля исполнял должность помощника командира 28-й авиабригады Дальневосточного фронта.
С января по сентябрь 1940 года майор  Додонов находился на учебе на Липецких авиационных курсах усовершенствования ВВС Красной армии, затем был назначен командиром 170-го истребительного авиаполка ВВС ОрВО. 27 мая 1941 года переведен на должность заместителя командира 287-го истребительного авиаполка 76-й смешанной авиадивизии ВВС ХВО, а 15 июня 1941 года принял командование этим полком.

#### Великая Отечественная война
С началом  войны подполковник  Додонов воевал с полком на Юго-Западном фронте, прикрывая ж.-д. магистраль Москва — Донбасс. После переучивания летного состава на новой материальной части полк был направлен на ПВО Москвы в состав 6-го истребительного авиакорпуса ПВО. Кроме выполнения задач в системе ПВО столицы, он также прикрывал войска Калининского и Западного фронтов в ходе битвы за Москву. В начале июня 1942 года полк был передислоцирован на Брянский фронт и вел боевые действия в составе 287-й и 288-й истребительных авиадивизией. Всего с 5 по 12 июля его летчики в воздушных боях сбили 27 вражеских самолетов. Только 7 июля при отражении массированных налетов на город Воронеж было сбито 12 самолетов Ю-87, совершавших бомбардировку наших танковых частей, а всего за этот день полком сбито 20 самолетов врага.
В конце июля 1942 года подполковник  Додонов назначен заместителем командира 288-й истребительной авиадивизии. 19 августа дивизия вошла в состав 8-й воздушной армии Сталинградского фронта. С 21 августа по 28 октября 1942 года ее части с аэроузлов Верхнепогромное, им. Кирова, Демидово и Столярово вели напряженную боевую работу, взаимодействуя с соединениями 62-й, 64-й, 5-й общевойсковых и 4-й танковой армий, выполняли задачи по сопровождению штурмовиков и бомбардировщиков 226-й штурмовой и 270-й бомбардировочной авиадивизий.
21 октября 1942 года подполковник  Додонов назначается заместителем командира 226-й смешанной авиадивизии. В декабре он переводится на ту же должность в 269-ю истребительную авиадивизию, которая в середине декабря была перебазирована на аэродром Бутурлиновка Воронежской области, где вошла в состав 2-й воздушной армии. В ходе контрнаступления под Сталинградом ее части прикрывали от налетов вражеской авиации боевые порядки войск правого крыла фронта, сопровождали на боевую работу штурмовики Ил-2. В апреле 1943 года дивизия выведена из состава 2-й воздушной армии в резерв ВВС Красной армии. В начале июля она убыла в 14-ю воздушную армию Волховского фронта, где участвовала в Мгинской наступательной операции. В январе — феврале 1944 года ее части отличились при разгроме немецких войск под Ленинградом и Новгородом в ходе Новгородско-Лужской операции. 21 января 1944 года за освобождение города Новгород ей было присвоено наименование «Новгородская». В марте — мае 1944 года дивизия входила в состав 13-й воздушной армии Ленинградского фронта.
С 18 мая 1944 года полковник  Додонов вступил в командование 269-й истребительной авиационной Новгородской дивизией. В том же месяце она была передислоцирована на 3-й Прибалтийский фронт и участвовала в Псковско-Островской, Тартуской и Рижской наступательных операциях. С 11 декабря 1944 года дивизия была передана 4-й воздушной армии 2-го Белорусского фронта. До конца войны она двумя полками выполняла задачи по сопровождению штурмовиков 4-го штурмового авиакорпуса, участвуя в Восточно-Прусской,  Млавско-Эльбингской, Восточно-Померанской и Берлинской наступательных операциях.
В период с декабря 1941 года  по  май 1945 года Додонов лично совершил 158 боевых вылетов и сбил, по разным данным,  от 3-х до 6-ти самолётов  противника.
За время войны комдив Додонов был 23 раза персонально упомянут в благодарственных в приказах Верховного Главнокомандующего.
Участник Парада Победы на Красной площади Москвы 24 июня 1945 года.

#### Послевоенное время
После войны продолжал командовать 269-й истребительной авиационной дивизией.
В июне 1946 года  был переведен на должность заместителя командира 265-й истребительной авиадивизии 16-й воздушной армии ГСОВГ, с 10 августа одновременно исполнял должность начальника учебного центра армии.
С февраля 1947 года назначен командиром 286-й истребительной авиадивизии.
В феврале 1948 года переведен командиром 15-й гвардейской истребительной авиадивизии в составе 78-го гвардейского истребительного авиакорпуса 64-й воздушной армии ПВО.
С ноября 1949 года по декабрь 1951 года генерал-майор авиации  Додонов находился на учебе в Высшей военной академии им. К. Е. Ворошилова, по окончании которой назначается командиром 72-го гвардейского истребительного авиакорпуса 42-й воздушной истребительной армии ПВО Бакинского округа ПВО.
С марта 1957 года исполнял должность заместителя  командующего войсками Бакинского округа ПВО по боевой подготовке — начальника Управления боевой подготовки
округа.
С декабря 1961 года генерал-лейтенант авиации  Додонов — начальник факультета заочного обучения Военной командной академии ПВО.
22 августа 1967 года генерал-лейтенант авиации  Додонов уволен в запас.
Умер 23 апреля 1972 года.  Похоронен на кладбище «Большие Перемерки» в Твери.

## Награды
- орден Ленина (03.11.1953)[8]
- четыре ордена Красного Знамени (14.11.1938[3][9], 01.08.1944 [9], 21.02.1945[10], 20.06.1949[8])
- орден Кутузова II степени (29.05.1945)[11]
- орден Отечественной войны I степени (14.10.1944)[12]
- орден Отечественной войны II степени (28.04.1943)[13]
- орден Красной Звезды (03.11.1944)[8]

медали в том числе:
- - «За оборону Ленинграда» (1943)[9]
  - «За оборону Москвы» (28.10.1944)[14]
  - «За оборону Сталинграда» (1943)[11]
  - «За победу над Германией в Великой Отечественной войне 1941—1945 гг.» (1945)
  - «За взятие Кёнигсберга» (1945)

Почётный гражданин
- В. Я. Додонов был избран почётным гражданином города Тарту[5].

Приказы (благодарности) Верховного Главнокомандующего в которых отмечен В. Я. Додонов.
- За форсирование реки Великая, прорыв сильно укрепленной, развитой в глубину обороны немцев южнее города Остров, продвижение с боями вперед до 40 километров, расширение прорыва до 70 километров по фронту и занятие более 700 населенных пунктов, в том числе крупных населенных пунктов Шанино, Зеленово, Красногородское. 19 июля 1944 года № 141
- За овладение штурмом городом  Остров – крупным узлом коммуникаций и мощным опорным пунктом обороны немцев, прикрывающим пути к центральным районам Прибалтики. 21 июля 1944 года. № 144.
- За овладение штурмом городом и крупным железнодорожным узлом Псков – мощным опорным пунктом обороны немцев, прикрывающим пути к южным районам Эстонии. 23 июля 1944 года. № 147.
- За овладение штурмом городом и крупным узлом коммуникаций Тарту (Юрьев-Дерпт) – важным опорным пунктом обороны немцев, прикрывающим пути к центральным районам Эстонии. 25 августа 1944 года № 175.
- За овладение городом и крупным железнодорожным узлом Валга – мощным опорным пунктом обороны немцев в южной части Эстонии. 19 сентября 1944 года. № 188.
- За овладение столицей Советской Латвии городом Рига – важной военно-морской базой и мощным узлом обороны немцев в Прибалтике. 13 октября 1944 года № 196.
- За овладение штурмом городами Млава и Дзялдово (Зольдау) – важными узлами коммуникаций и опорными пунктами обороны немцев на подступах к южной границе Восточной Пруссии и городом Плоньск – крупным узлом коммуникаций и опорным пунктом обороны немцев на правом берегу Вислы. 19 января 1945 года. № 232.
- За прорыв сильно укрепленной оборону немцев на южной границе Восточной Пруссии, вторглись в её пределы и овладение городами Найденбург, Танненберг, Едвабно и Аллендорф — важными опорными пунктами обороны немцев. 21 января 1945 года. № 239.
- За овладение городами Восточной Пруссии Остероде и Дейч-Эйлау — важными узлами коммуникаций и сильными опорными пунктами обороны немцев. 22 января 1945 года. № 244.
- За овладение городами Шлохау, Штегерс, Хаммерштайн, Бальденберг, Бублид – важными узлами коммуникаций и сильными опорными пунктами обороны немцев. 27 февраля 1945 года. № 285.
- За выход на побережье Балтийского моря и овладение городом Кёзлин — важным узлом коммуникаций и мощным опорным пунктом обороны немцев на путях из Данцига в Штеттин. 4 марта 1945 года. № 289.
- За овладение городом и крепостью Грудзёндз (Грауденц) – мощным узлом обороны немцев на нижнем течении реки Висла. 6 марта 1945 года. № 291.
- За овладение городами Гнев (Меве) и Старогард (Прейсиш Старгард) – важными опорными пунктами обороны немцев на подступах к Данцигу. 7 марта 1945 года. № 294.
- За овладение городами Бытув (Бютов) и Косьцежина (Берент) — важными узлами железных и шоссейных дорог и сильными опорными пунктами обороны немцев на путях к Данцигу. 8 марта 1945 года. № 296.
- За овладение штурмом городом Гдыня – важной военно-морской базой и крупным портом на Балтийском море. 28 марта 1945 года. № 313.
- За овладение городами Пренцлау, Ангермюнде — важными опорными пунктами обороны немцев в Западной Померании. 27 апреля 1945 года. № 348.
- За овладение городами Эггезин, Торгелов, Пазевальк, Штрасбург, Темплин — важными опорными пунктами обороны немцев в Западной Померании. 28 апреля 1945 года. № 350.
- За овладение городами и важными узлами дорог Анклам, Фридланд, Нойбранденбург, Лихен и вступили на территорию провинции Мекленбург. 29 апреля 1945 года. № 351.
- За овладение городами Грайфсвальд, Трептов, Нойштрелитц, Фюрстенберг, Гранзее — важными узлами дорог в северо-западной части Померании и в Мекленбурге. 30 апреля 1945 года. № 352.
- За овладение городами Штральзунд, Гриммен, Деммин, Мальхин, Варен, Везенберг — важными узлами дорог и сильными опорными пунктами обороны немцев. 1 мая 1945 года. № 354.
- За овладение городами Барт, Бад-Доберан, Нойбуков, Варин, Виттенберге и за соединение на линии Висмар, Виттенберге с союзными нам английскими войсками. 3 мая 1945 года. № 360.
- За овладение городом Свинемюнде — крупным портом и военно-морской базой немцев на Балтийском море. 5 мая 1945 года. № 362.
- За форсирование пролива Штральзундерфарвассер, захват на острове Рюген городов Берген, Гарц, Путбус, Засснитц и полное овладение островом Рюген. 6 мая 1945 года. № 363.